# Eumorphus politus
Eumorphus politus – gatunek chrząszcza z rodziny wygłodkowatych i podrodziny Lycoperdininae.
Gatunek opisany został w 1857 roku przez Carla E.A. Gerstäckera.
Chrząszcz o ciele długości 11-12 mm, z wierzchu fioletowym. Pokrywy z brązowawymi i szerokimi na całej długości brzegami, dwoma małymi, okrągłymi, żółtymi plamkami na każdej i rozbieżnymi, ale niewyciętymi krawędziami przyszwowymi wierzchołków. Samiec o goleniach przednich odnóży podwójnie żeberkowanych i od wewnątrz ząbkowanych, środkowych silnie łukowatych, a tylnych słabo łukowatych i zkrótkim wyrostkiem wierzchołkowym trójkątnego kształtu.
Gatunek znany z Borneo, Sumatry, Singapuru, birmańskiego Taninthayi i Tajlandii.